# Сеть дальней космической связи НАСА
Сеть дальней космической связи НАСА (англ. Deep Space Network, DSN) — международная сеть радиотелескопов и средств связи, используемых как для радиоастрономического исследования Солнечной системы и Вселенной, так и для управления межпланетными космическими аппаратами. DSN является частью Лаборатории реактивного движения НАСА. Аналогами этой сети можно назвать сеть ESTRACK Европейского центра управления космическими полётами (ЕКА), Восточный центр дальней космической связи в России, а также китайский и индийский центры дальней космической связи.

## Сеть дальней космической связи
Сопровождение аппарата в межпланетном пространстве отличается от сопровождения на околоземной орбите. Межпланетный космический аппарат во время большей части своей миссии имеет прямой контакт с центрами управления на земной поверхности, и для связи с аппаратом достаточно небольшого количества наземных станций с широким охватом. Сеть НАСА использует лишь три основных комплекса, но в них установлены очень большие антенны, сверхмощные передатчики и сверхчувствительные приёмники.
Граница межпланетного пространства определяется двумя разными способами. При первом аппарат находится достаточно далеко от Земли и должен попадать в поле зрения одного из комплексов. Такая дистанция составляет примерно 20 — 30 тысяч км от Земли. Этот метод использовали в первые годы после создания DSN и в рамках программы Аполлон. Второй способ более современный, он используется Международным союзом электросвязи, который определяет разные полосы частот для глубокого космоса и вблизи Земли. В соответствии с его определением, дальнее космическое пространство начинается на расстоянии 2 млн км от поверхности Земли. В частности, это означает, что расстояние до Луны и точек Лагранжа L1 и L2 системы Земля — Солнце считается ближним космосом и на нём нельзя использовать частоты глубокого космоса.

## История
Предшественником DSN можно назвать сеть мобильных станций слежения, развёрнутых в январе 1958 года Лабораторией реактивного движения по заказу армии США в Калифорнии, Нигерии и Сингапуре для сопровождения первого американского спутника Эксплорер-1. При этом НАСА была официально учреждена в октябре 1958 года для объединения разрозненных космических программ армии и ВВС США под началом одной гражданской организации.
3 декабря 1958 года Лаборатория реактивного движения, относящаяся к армии США, была передана НАСА и назначена на разработку программ исследования Луны и планет. Вскоре после этого НАСА разработала концепцию сети дальней космической связи, представляющей собой независимую систему, обслуживающую все межпланетные аппараты, что позволяет не создавать новую систему связи для каждого космического проекта. Исследования и разработки в этой области также были переданы под ведомство DSN; таким образом, эта организация стала мировым лидером среди производителей малошумящих приёмников, больших параболических антенн, систем сопровождения и управления, а также систем цифровой обработки сигналов и космической навигации.
Обычно самые большие антенны DSN задействуются только при чрезвычайных ситуациях. Для большинства космических аппаратов достаточно использования меньших (более экономичных) антенн, но при непредвиденных обстоятельствах может возникнуть проблема с питанием передатчика на корабле, либо необходимость абсолютно точно принимать каждое значение телеметрии. Наиболее известный подобный случай произошёл с кораблём Аполлон-13. Из-за проблем с питанием и невозможности использования основных антенн уровень сигнала оказался слишком низкий, что вынудило инженеров использовать крупнейшие антенны сети и радиотелескоп обсерватории Паркса в Австралии, и это в конечном счёте спасло жизни астронавтов. Сеть дальней космической связи НАСА также оказывает помощь другим космическим агентствам в случае чрезвычайных ситуаций. В частности, космическая программа SOHO была на грани срыва, но космический аппарат удалось спасти благодаря использованию крупнейших антенн DSN.